# Wimbledon F.C.
Wimbledon F.C. var en engelsk fodboldklub fra Wimbledon, London. Klubben blev grundlagt i 1889 og flyttede i 2003 til Milton Keynes og skiftede navn til Milton Keynes Dons F.C.. Klubben var kendt under kælenavnene The Crazy Gang og The Dons. Klubben spillede i den bedste engelske række/Premier League fra 1986 til 2000. Eneste trofæ, klubben vandt, var FA Cuppen i 1988. Fra FA Cup finalen huskes Dave Beasants redning af John Aldriges straffespark – det var første gang et straffespark blevet reddet i en FA cup finale. 
I 2002 blev klubben overtaget af investorer, der ikke mente, at det var rentabelt at have en fodboldklub i Wimbledon på grund af de mange rivaliserende klubber i London, så det blev besluttet at flytte klubben til Milton Keynes ca. 100 km fra London. Denne beslutning var ikke populær blandt klubbens fans, der i protest grundlagde AFC Wimbledon, der af fansene anses som arvtageren for Wimbledon F.C.
Af legendariske spillere kan nævnes Vinnie Jones og Dennis Wise. Den norske træner Egil "Drillo" Olsen var træner for klubben 1998-2000.